# Каменные иконки

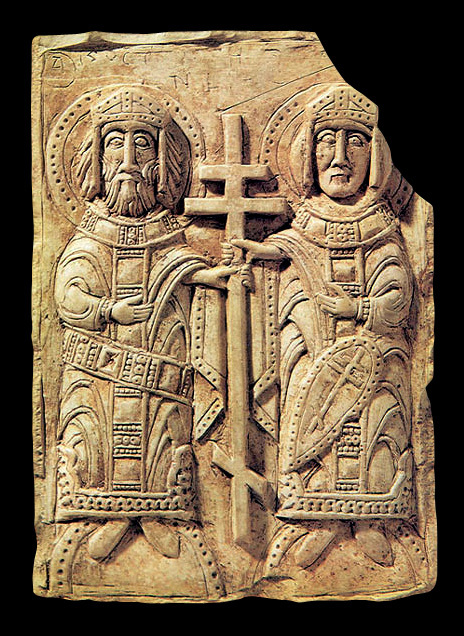
Иконка святых Константина и Елены, Полоцк

Каменные иконки — старинные образцы мелкой каменной пластики, памятники культуры Древней Руси. Составляют весьма представительную часть художественного наследия Древней Руси. Значительное число известных древнерусских каменных иконок относится к XIII—XVI векам, они ранее входили в исторически сложившиеся комплексы древностей церковных собраний городов Северной Руси, незначительно пострадавших от татаро-монгольского нашествия. Сохранившиеся иконки домонгольского времени по большому счёту происходят из южных и юго-западных княжеств.

## Описание
Иконки изготавливались из известняка, сланца и иных пород мягкого камня. Выполнялись в технике рельефной резьбы с изображениями конкретных людей или сюжетными композициями. Часто заключались в оправы из золота и серебра, украшенные сканью, гравировкой с чернением, жемчугом и драгоценными камнями. Носились в сочетании с бусами, вместо нательных крестов подвешивались к окладам.

## История
Каменная пластика малых форм домонгольского периода исследована слабо: преобладают среди найденных в основном иконки, датирующиеся XI—XV веками. Одна из наиболее ранних находок — резная иконка из жировика (7,3 x 5,9 см) с изображением князя Глеба, стоящим в рост с крестом в правой руке и касающимся подвешенного к поясу меча в ножнах левой рукой. Иконка была найдена на Таманском полуострове и считается одним из ранних образцов мелкой пластики с патрональным изображением святого. В целом корни русской каменной пластики уходят в византийское пластическое искусство, под влиянием которого развивалась киевская архитектурная пластика XI века — рельефы с изображениями святых воинов и с орнаментальными композициями.
Одной из известнейших каменных иконок домонгольского периода является двусторонняя с округленным верхом икона (6,2 x 5,5 см): на одной стороне изображён сидящий на троне Дмитрий Солунский с большим мечом, на другой стороне — Никола в окружении семи спящих отроков в разных позах. Иконка была найдена в собрании Алексея Уварова: одни историки (Б. А. Рыбаков) датируют её XI веком (домонгольский период), другие (А. В. Рындина) относят к Новгороду и уже к XIV веку. Также среди находок выделяется стеатитовая иконка с изображениями Христа Вседержителя и Богоматери Одигитрии (вложена в Троице-Сергиев монастырь княгиней Аграфеной Слуцкой).
В частности, на территории Белоруссии найдено около 10 каменных иконок, самой известной из которых является полоцкая иконка с изображениями равноапостольных Константина и Елены (XII—XIII века) и следами позолоты. Это стеатитовый образок (6,2 x 4,4 см), считающийся одним из самых пророманских изобретений. Также известны фрагмент образка с надписью «Борис» (первая половина XIII века), витебская иконка «Богоматерь скорбящая», минские «Христос Эммануил благословляет Николая и Стефана» (первая половина XIII века), «Николай» (XIII век), «Богородица Деисусная» и «Апостол Пётр» (конец XII — начало XIII века), новогрудокская «Николай» (XIII век) и пинская «Христос Эммануил» (XII век). Считается, что развитие выполнения каменных иконок и русской каменной пластики малых форм началось в XIII веке благодаря византийским мастерам, но было прервано монголо-татарским нашествием. Становление художественной резьбы по камню произошло в Новгороде чуть позже, расцвет его пришёлся на XIV век.